# 28. SS-Freiwilligen-Grenadierdivision Wallonien (wallonische Nr. 1)
Am 18. Oktober 1944 wurde die 5. SS-Freiwilligen-Sturmbrigade „Wallonien“, bestehend aus den SS-Grenadier-Regimentern 69 und 70, im Raum Südhannover zur 28. SS-Freiwilligen-Grenadier-Division „Wallonien“ umgegliedert. Der Name „Wallonien“ verweist in diesem Zusammenhang auf die Herkunft der Freiwilligen aus der belgischen Wallonie. Von Februar 1944 bis Kriegsende stand sie unter dem Kommando des Belgiers Léon Degrelle.

## Einsatz
Die Mehrheit der Soldaten diente bereits im Ostfeldzug bei der SS-Brigade „Wallonien“, die am 1. Juni 1943 aus der Wallonischen Legion (Wallonisches Infanterie-Bataillon 373) des Heeres gebildet worden war und kämpfte unter anderem in der Kesselschlacht von Tscherkassy (Januar/Februar 1944). Bis zum Januar 1945 dauerte die Aufstellung der 28. SS-Freiwilligen-Panzergrenadier-Division „Wallonien“ an. Ab Januar 1945 stand die Division Wallonien in starken Abwehrkämpfen an der Ostfront.
In Pommern und im Kampf um den Oderbrückenkopf bei Stettin bewährte sie sich. Ihre Verlegung an die Pommernfront in Unterstellung der 11. Armee erfolgte noch im selben Monat. Die Division unterstand dem Befehl des XXXIX. Panzerkorps und kämpfte am rechten Flügel der 11. Armee. Mitte Februar 1945 nahm die 28. SS-Freiwilligen-Panzergrenadier-Division „Wallonien“ an den Angriffen im Raum Stargard teil. Diese kamen aber bereits ostwärts des Madüsees zum Erliegen. Als Folge des Stillstandes am Madüsee wurden die Regimenter nun zum III. (germanischen) SS-Panzerkorps verlegt, das die Front zwischen Stargard und der Oder verteidigte.
Am 4. März 1945 wurde Stargard geräumt und der Rückzug zur Oder setzte ein. Schwere Kämpfe zwischen Greifenhagen und Stettin schwächten die Division weiter. Anschließend wurde die Division als Reserveverband der Heeresgruppe Weichsel unterstellt. Nachdem die Verteidigungslinie am Randowbruch durchbrochen war, zog sich die Division, die inzwischen nur noch Bataillonsstärke besaß, nach Schleswig-Holstein zurück, während sich Reste bei Schwerin und Brandenburg ergaben. Ihr Kommandeur Léon Degrelle setzte sich nach Dänemark ab und gelangte weiter nach Norwegen, von wo er mit einem Flugzeug nach Spanien entkam, wo er im Jahr 1994 starb.

## Einsatzgebiete
- Oktober 1944 bis Januar 1945 (Aufstellung im Raum Südhannover)
- Januar bis März 1945 (XXXIX. Panzerkorps, III. SS-Panzerkorps im Raum Stargard)
- April 1945 (Raum Greifenhagen/Stettin, Rückzug nach Brandenburg)

## Gliederung
- SS-Freiwilligen-Grenadier-Regiment 69
- SS-Freiwilligen-Grenadier-Regiment 70
- SS-Freiwilligen-Artillerie-Regiment 28
  - SS-Panzerjäger-Abteilung 28
  - SS-Panzeraufklärungs-Abteilung 28
  - SS-Nachrichten-Abteilung 28
  - SS-Pionier-Bataillon 28
    - SS-Nachschub-Kompanie 28
    - SS-Flak-Kompanie 28
    - SS-Verwaltungs-Kompanie 28
    - SS-Sanitäts-Kompanie 28
    - SS-Veterinär-Kompanie 28

  - SS-Ersatz-Bataillon 28
  - SS-Sturm-Bataillon

Die Division kam nie über Brigadestärke hinaus.

## Kommandeure
- 1943 bis Februar 1944: SS-Sturmbannführer Lucien Lippert (gefallen am 13. Februar 1944 in der Kesselschlacht von Tscherkassy)[2]
- Oktober 1944 bis April 1945: SS-Standartenführer Léon Degrelle